# Dodge Omni
El Dodge Omni y la versión idéntica, el Plymouth Horizon, eran autos subcompactos producidos por Chrysler desde diciembre de 1977 hasta 1990. Ambos son la versión estadounidense del automóvil de turismo europeo Talbot Horizon.

## El modelo

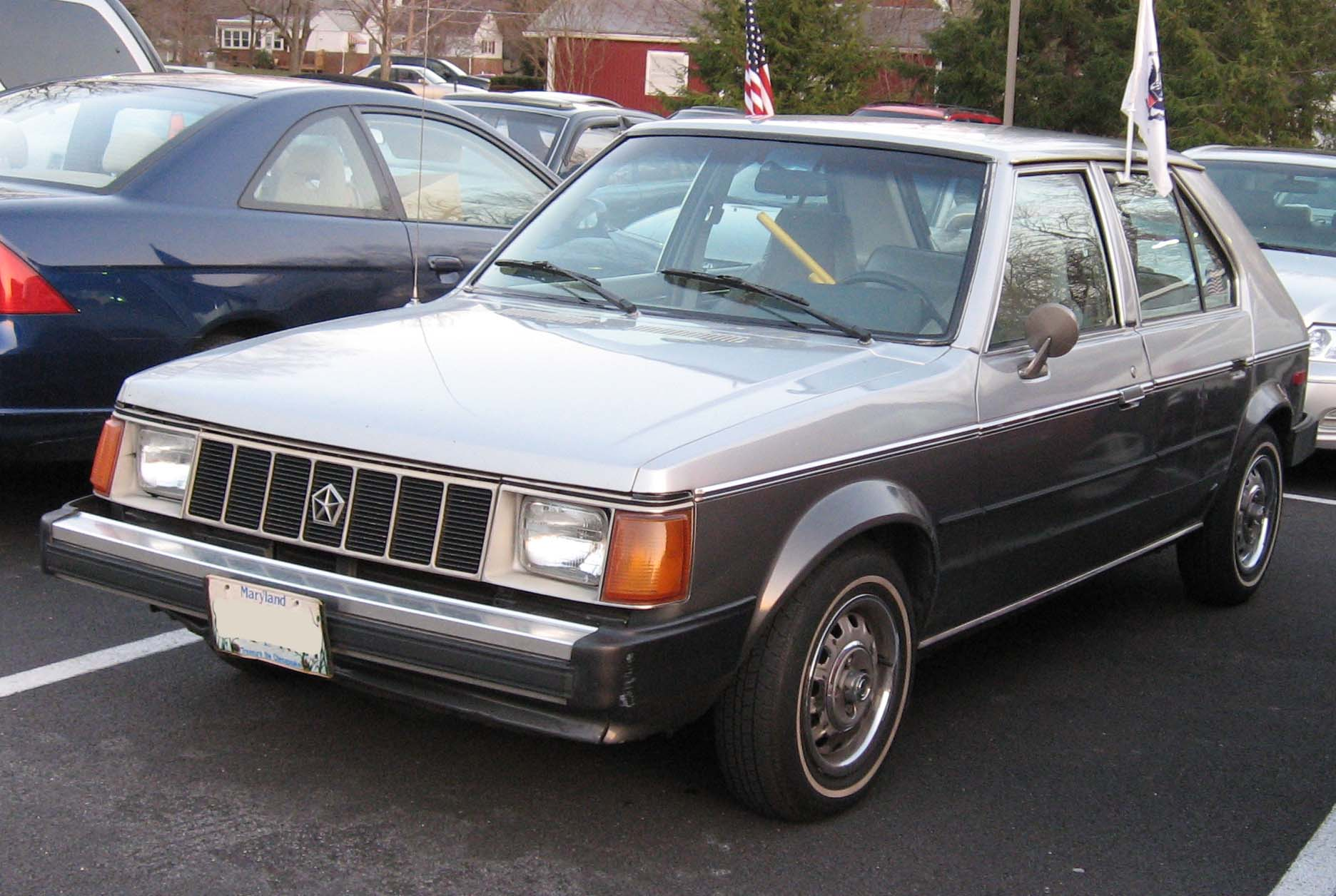
Plymouth Horizon fotografiado en USA.

En 1976 se comenzaron los estudios para desarrollar el proyecto c2. Movidos por la fuerte entrada del mercado japonés y la nueva legislación estadounidense relativa a la emisión de gases contaminantes, los fabricantes se afanaron en la producción de motores con un consumo menor.
Ante estos condicionantes, Chrysler decidió proyectar un automóvil compacto y polivalente para ser comercializado a ambos lados del Atlántico. En Europa sería considerado un familiar y en Estados Unidos un utilitario.
De este modo, el 7 de diciembre de 1977 el Horizon se introdujo en Europa y Estados Unidos simultáneamente, llamado Simca Horizon en Francia, Chrysler Horizon en el resto de Europa, y Plymouth Horizon y Dodge Omni en los EE. UU. Siendo el primer "World Car" (Coche mundial o coche global) de la historia. El Horizon fue el primer coche cuyos perfiles escaneados en moldes de yeso se mandaron via satélite entre Europa y América para su diseño.
En Europa el modelo fue una revolución. Fue nombrado Coche del Año en Europa en 1979, algo particularmente notorio, puesto que tres años antes otro automóvil de la misma marca, el Chrysler/Talbot 150, obtuvo este mismo reconocimiento. El Horizon también fue nombrado Coche del Año en España en 1981.
En Europa la comercialización del Talbot Horizon cesó en 1985 siendo su sucesor el Talbot Horizon SX o Talbot Arizona rebautizado y comercializado como Peugeot 309. Sin embargo al otro lado del Atlántico la producción del Dodge Omni y del Plymouth Horizon se mantuvo hasta 1990 vendiéndose entre ambos modelos en torno a 2,5 millones. En sus últimas versiones, se instalaron cinturones de seguridad en las plazas traseras, airbags y aire acondicionado.
La aparición en Estados Unidos de un coche pequeño (para el estilo americano) potente y versátil a un precio ajustado, sorprendió con una gran acogida que salvó con sus ventas a Chrysler de la bancarrota.

## Motorizaciones
Europeas:
- 1.294 cc gasolina de 45 CV
- 1.442 cc gasolina de 65 CV
- 1.442 cc gasolina de 80 CV
- 1.592 cc gasolina de 90 CV
- 1.905 cc diésel de 65 CV

Americanas:
- 1.6 cc gasolina de 62 CV
- 1.7 cc gasolina de 63 CV
- 2.2 cc gasolina de 93 CV
- 2.2 cc turbo gasolina de 177 CV

Motor: R4 2213 8v
Alimentación: inyección electrónica + Turbo Garrett
Potencia: 177cv @ 5300rpm
Cambio: 5 manual
Peso: 1043 kg
Relación peso/potencia: 5,8
0-60mph: 6,5 s
1/4 milla: 14,7 s
Velocidad máxima: 217 km/h
Cabe destacar que debido a la libertad que otorga la legislación de EE. UU. a la hora de modificar los motores de los vehículos comerciales, es posible encontrar ejemplares de Dodge Omni con potencias superiores a los 300CV, casi siempre en competiciones de aceleración.